# جیسون بلام
جیسون بلام (انگلیسی: Jason Blum؛ زادهٔ ۲۰ فوریه ۱۹۶۹) تهیه‌کننده اهل ایالات متحده آمریکا است که نامزد جایزه اسکار در مراسم هشتاد و هفتمین دوره جوایز اسکار در فیلم شلاق گردید. وی بیشتر به دلیل فیلم‌های ژانر ترسناکی که می‌سازد، شناخته می‌شود.

## فیلم‌شناسی
- ۲۰۰۰: هملت
- ۲۰۰۷: فعالیت فراطبیعی
- ۲۰۰۸: کتاب‌خوان
- ۲۰۱۰: توطئه‌آمیز
- ۲۰۱۰: پری دندان
- ۲۰۱۰: فعالیت فراطبیعی ۲
- ۲۰۱۱: فعالیت فراطبیعی ۳
- ۲۰۱۲: فعالیت فراطبیعی ۴
- ۲۰۱۲: شوم
- ۲۰۱۳: توطئه‌آمیز: قسمت ۲
- ۲۰۱۳: پاکسازی
- ۲۰۱۴: فعالیت فراطبیعی: نشانه‌گذاری شده‌ها
- ۲۰۱۴: ویجا
- ۲۰۱۴: غیردوستانه
- ۲۰۱۴: پاکسازی: هرج و مرج
- ۲۰۱۴: ۱۳ گناه
- ۲۰۱۴: قلب طبیعی
- ۲۰۱۵: شوم ۲
- ۲۰۱۵: ملاقات
- ۲۰۱۵: فعالیت فراطبیعی: ابعاد شبح
- ۲۰۱۵: توطئه‌آمیز: قسمت ۳
- ۲۰۱۶: حلول
- ۲۰۱۶: ویجا: خاستگاه شیطان
- ۲۰۱۶: تاریکی
- ۲۰۱۶: شکافته
- ۲۰۱۶: سکوت
- ۲۰۱۶: پاکسازی: سال انتخابات
- ۲۰۱۷: روز مرگت مبارک
- ۲۰۱۷: برو بیرون
- ۲۰۱۸: توطئه‌آمیز: آخرین کلید
- ۲۰۱۸: اولین پاکسازی
- ۲۰۱۸: جرئت یا حقیقت
- ۲۰۱۸: غیردوستانه: دارک وب
- ۲۰۱۸: ارتقا
- ۲۰۱۸: بلکککلنزمن
- ۲۰۱۸: هالووین
- ۲۰۱۸–۲۰۲۰: پاکسازی (سریال)
- ۲۰۱۹: شیشه
- ۲۰۱۹: روز مرگت مبارک ۲
- ۲۰۱۹: ما
- ۲۰۱۹: ما
- ۲۰۱۹: کریسمس سیاه
- ۲۰۱۹: مرد نامرئی
- ۲۰۲۰: جزیره فانتزی
- ۲۰۲۰: شکار
- ۲۰۲۱: پاکسازی ابدی
- ۲۰۲۱: هالووین می‌کشد
- ۲۰۲۱: روزی روزگاری در جزیره استیتن
- ۲۰۲۲: هالووین به پایان می‌رسد
- ۲۰۲۳: مگان